# Route nationale 75 (Inde)
Pour les articles homonymes, voir Route nationale 75.
La Route nationale 75 (en anglais : National Highway 75, sigle NH 75), une route nationale  en Inde qui commence à Mangalore au Karnataka et se termine à Vellore au Tamil Nadu.

## Tracé
La route nationale 75 relie la ville portuaire de Mangalore à l'ouest à la ville de Vellore à l'est.
La route nationale 75 est la route principale pour les voyageurs de Mangalore se rendant à Bangalore et Hassan.
Le NH-75 traverse les trois régions géographiques de l'État du Karnataka, à savoir Karavali, Malenadu et Bayaluseeme.
La NH 75 commence à Bantwal dans l'état du Karnataka et traverse Nellyadi, Shiradi ghat, Sakleshpura, Hassan, Yediyur, Kunigal, Bangalore, Kolar, Mulbagal, Venkatagirikota, Pernambut, Gudiyattam, Katpadi  avant de se terminer à Vellore dans le Tamil Nadu,,.
La route contourne Hassan et Kunigal.

## Histoire
La route nationale 75 était auparavant connue sous le nom de route nationale 48 (NH-48) avant la rationalisation des numéros de routes en 2010.